# Epitaphien im Lübecker Dom
Die Epithapien im Lübecker Dom standen bis zum Luftangriff auf Lübeck am 29. März 1942 von der Wahrnehmung hinter den Epitaphien der Lübecker Marienkirche zurück, die schon zahlenmäßig üppiger ausgestattet war. Auch der Lübecker Dom hat durch die schweren Verluste im Bereich des spätgotischen Chors 1942 erhebliche Verluste an Kunstgegenständen zu beklagen, war jedoch im Bereich des Kirchenschiffs weniger betroffen, so dass er sich heute noch ursprünglicher zeigt.

## Erhaltene Epitaphien im Lübecker Dom
| Name mit Todesdatum | Jahr          | Künstler             | Standort, Zustand, Besonderheiten und Anmerkungen | Abbildung |
| --- | ------------- | -------------------- | --- | --------- |
| Bisschop, Albert Lübecker Kaufmann und Ältermann des Hansekontors in Brügge († 1468 in Brügge)                                   | 1459          |                      | Zweiteilig bestehend aus dem Stuckrelief des Marienbildes und der mittelniederdeutsch abgefassten Stiftertafel in gotischer Minuskelschrift, die sich auf die von ihm gestiftete, davor hängende Ewige Lampe (1461) aus Bronze bezieht. |           |
| Tiedemann, Johannes Bischof von Lübeck (1503–1561) und sein Bruder, der Domherr Christoph Tiedemann (1516–1561)                  | wohl vor 1559 |                      | Sandstein-Epitaph der Renaissance |           |
| Pentz, Jasper Gutsherr auf Nütschow († 1566)                                                                                     | nach 1566     |                      | Holztafel, 1633 wiederhergestellt und als Familienepitaph der Familie von Pentz ergänzt durch Christian von Pentz |           |
| Rantzau, Theodor (1561–1572) und seine Pflegeeltern Nikolaus Rantzau auf Quarnbek († 1584) und Frau Lucia geb. Walsdorp († 1571) | 1573          |                      | Sandstein-Epitaph der Renaissance, gesetzt vom Vater, dem schleswig-holsteinischen Statthalter Heinrich Rantzau |           |
| Holthusen, Johannes Domdechant († 1586)                                                                                          | 1574          |                      | Sandstein-Epitaph |           |
| Schilling, Albert Ältermann der Lübecker Nowgorodfahrer († 1571 in Nowgorod)                                                     | 1597          | Coppens, Robert      | Epitaph in Sandstein und Marmor |           |
| Pincier, Ludwig Holsteinischer Geheimer Rat und erster lutherischer Domdechant († 1612)                                          | 1612          | Rode, Hermann von    | schwarz und weiß gefasster Stein, Marmorsäulen |           |
| Heinrich Elvers Ratsherr der Hansestadt Lüneburg († 1614)                                                                        | 1614          |                      | Holz |           |
| Tanck, Otto Syndicus der Hansestadt Lübeck und Dompropst († 1637)                                                                | 1637          | Hirt, Michael Conrad | |           |
| Nicolai, Jonas Hauptpastor am Dom († 1645)                                                                                       | 1645          |                      | |           |
| Sebastian Meier Rektor des Katharineums († 1664)                                                                                 | 1664          |                      | |           |
| Carstens, Joachim Syndicus der Hansestadt Lübeck († 1673)                                                                        | 1850          |                      | Gesetzt aus dem Nachlass seines Nachfahren Johann Heinrich Carstens, Pastor am Dom und Senior des Geistlichen Ministeriums |           |
| Wendt, Christoph Senior des Geistlichen Ministeriums († 1719)                                                                    | 1719          |                      | |           |
| Carstens, Johann Heinrich Pastor am Dom und Senior des Geistlichen Ministeriums († 1829)                                         | 1829          |                      | |           |